# Cunnertswalde
Cunnertswalde ist ein Ortsteil von Radeburg in Sachsen, nördlich von Dresden, der inmitten der sogenannten Moritzburger Teichlandschaft liegt.
Die drei Höfe des kleinen Ortes (1378 erstmals erwähnt) liegen in der Nähe des Großteiches, im wohl imposantesten Abschnitt des Kleinkuppengebiets und gehörten als sogenannte Weidehöfe mit 114 Hektar Land bis 1945 dem Dresdner Rennverein, der hier eine Fohlenaufzucht durch einen 1882 speziell dafür gegründeten Fohlenaufzuchtverein betrieb. Im Zuge der Bodenreform wurde der Verein enteignet, das Land an Neubauern verteilt. Der Ort wurde am 1. Januar 1950 nach Bärnsdorf eingemeindet und gehörte mit diesem zwischen 1994 und 1998 zur Gemeinde Promnitztal.
Die Lößnitzgrundbahn hat in Cunnertswalde einen Haltepunkt. Im Ort gibt es drei Kulturdenkmale.